# Kléber Balmat
Pierre François Clébert „Kléber” Balmat (ur. 20 czerwca 1896 w Chamonix, zm. 20 lipca 1961 tamże) – francuski narciarz klasyczny, występujący w zawodach kombinacji norweskiej i skoków narciarskich, reprezentant klubu CS Chamonix, uczestnik Zimowych Igrzysk Olimpijskich 1924 i 1928.
Uczestniczył w dwóch zimowych igrzyskach olimpijskich. W 1924 podczas igrzysk w Chamonix zajął 10. miejsce w konkursie kombinacji norweskiej oraz 15. miejsce w skokach narciarskich. W 1928 w Sankt Moritz był 24. w skokach i 28. w kombinacji norweskiej.